# 八戸工業大学第一高等学校
八戸工業大学第一高等学校（はちのへこうぎょうだいがくだいいちこうとうがっこう、英: Hachinohe Institute of Technology's First High School ）は、青森県八戸市大字白銀町字右岩淵通にある私立高等学校。八戸工業大学の付属校。

## 概要
創立以来一貫して「文武両道」を教育活動の指針と位置づけ実践している。普通科と工業科を有し、その併設の利点を活かし、多様な進路指導を可能にする教育システム構築し、入学者全員の進学・就職決定を目標にしている。また、社会に有為な人材を輩出する人間教育の柱の一つとして、部活動に力点を置いている。

## 制服
男子は学生服。女子はブレザー。夏期はポロシャツ。

## バッグ
学校指定のバッグ

## 学科
- 普通科
  - 特別進学コース
  - スポーツ進学コース
  - 総合コース
  - 公務員コース
- 工業科
  - 情報コース
  - 電子通信コース
  - 電気コース
  - 機械コース
  - 土木コース
  - 建築コース

## 沿革
- 1956年2月28日 - 八戸高等電波学校を設置申請する。
- 1956年4月10日 - 八戸高等電波学校を開校する。
- 1959年4月1日 - 八戸電波高等学校を開校する。
- 1961年11月1日 - 八戸電波工業高等学校に改称する。
- 1964年4月1日 - 普通科を新設する。
- 1972年4月1日 - 八戸工業大学を開学する。
- 1973年4月1日 - 八戸工業大学の隣接地に大開校舎を新築し普通科を移転する。従来の白銀校舎は高校本部及び工業専門とする。
- 1975年4月1日 - 白銀校舎を、八戸工業大学第一高等学校と称し、大開校舎は分離独立して、八戸工業大学第二高等学校として発足する。
- 1984年4月1日 - 通信科を廃止し情報科を新設し、6学科（情報・電子・電気・機械・土木・建築）に改める。
- 2003年4月1日 - 進学科を新設し、4学科（進学・情報電気・機械・環境建設）に改める。
- 2010年4月1日 - 普通科（進学・教養コース）と工業科（情報・電子通信・電気・機械・土木・建築コース）に改める。
- 2018年4月1日 - 普通科を特別進学・スポーツ進学・教養・公務員コースの4コースに改める。

## 部活動
- 部活動が盛んで、県内でも強豪とされている部活が多数ある。
- アイスホッケー部は全国高等学校選抜アイスホッケー大会での2度の優勝をはじめ数々のタイトルを獲得、日本代表選手も輩出している。
- 硬式野球部は、1983年夏（第65回）で甲子園初出場をして以降、春1回、夏5回甲子園に出場しており、1987年春（第59回）では、初出場で青森県勢31年ぶりのベスト8に進出。
- レスリング部はオリンピック金メダリストをはじめ、名選手を輩出している。
- 自転車競技部はオリンピック級の選手や競輪選手を古くから輩出している。
- ラグビー部は八戸電波高時代に全国高等学校ラグビーフットボール大会に1度出場経験がある。

## 出身者
- 市川笑也 (2代目)（歌舞伎役者）
- 岩崎誠一（元競輪選手）
- 岡堀勉（元競輪選手、モントリオールオリンピック出場）
- 小笠原義明（元競輪選手、モントリオールオリンピック出場）
- 尾崎富士雄（元プロボクサー）
- 近藤陽子（女子アイスホッケー選手）長野オリンピック日本代表主将
- 橋本三千雄（男子アイスホッケー選手）
- 畑享和（男子アイスホッケー選手）
- 古川駿（男子アイスホッケー選手）
- 小原日登美（女子レスリング選手、ロンドンオリンピックレスリング金メダリスト）
- 坂本襟（女子レスリング選手）
- 榎本美鈴（女子レスリング選手）
- 堰川康信（ウエイトリフティング選手、北京オリンピック出場）
- 森内壽春（元プロ野球選手）
- 種市篤暉（プロ野球選手）
- 廣谷帆香（フィギュアスケート）
- 西山響（ボウリング選手）
- 内山太嗣（プロ野球選手）
- 小原佑太（競輪選手）
- 荒谷憲輝（階上町長）